# Cyklistika na Letních olympijských hrách 1956
Cyklistické soutěže na Letních olympijských hrách v  Melbourne. 

## Silniční cyklistika

### Muži
| Kategorie                      | Zlato                                                                | Stříbro                                                                | Bronz                                                                                |
| ------------------------------ | -------------------------------------------------------------------- | ---------------------------------------------------------------------- | ------------------------------------------------------------------------------------ |
| Muži závod s hromadným startem | Ercole Baldini · Itálie (ITA)                                        | Arnaud Geyre · Francie (FRA)                                           | Alan Jackson · Velká Británie (GBR)                                                  |
| Muži družstvo - hromadný start | Francie (FRA) · Arnaud Geyre · Maurice Moucheraud · Michel Vermeulin | Velká Británie (GBR) · Arthur Brittain · William Holmes · Alan Jackson | Tým sjednoceného Německa (EUA) · Reinhold Pommer · Gustav-Adolf Schur · Horst Tüller |

## Dráhová cyklistika

### Muži
| Kategorie                | Zlato                                                                                      | Stříbro                                                                              | Bronz                                                                             |
| ------------------------ | ------------------------------------------------------------------------------------------ | ------------------------------------------------------------------------------------ | --------------------------------------------------------------------------------- |
| 1000 m s pevným startem  | Leandro Faggin · Itálie (ITA)                                                              | Ladislav Fouček · Československo (TCH)                                               | Alfred Swift · Jihoafrická unie (RSA)                                             |
| sprint (jednotlivci)     | Michel Rousseau · Francie (FRA)                                                            | Guglielmo Pesenti · Itálie (ITA)                                                     | Dick Ploog · Austrálie (AUS)                                                      |
| stíhací závod (družstva) | Itálie (ITA) · Valentino Gasparella · Antonio Domenicali · Leandro Faggin · Franco Gandini | Francie (FRA) · Michel Vermeulin · René Bianchi · Jean Graczyk · Jean-Claude Lecante | Velká Británie (GBR) · Tom Simpson · Donald Burgess · Mike Gambrill · John Geddes |
| tandem                   | Austrálie (AUS) · Joey Browne · Anthony Marchant                                           | Československo (TCH) · Ladislav Fouček · Václav Machek                               | Itálie (ITA) · Giuseppe Ogna · Cesare Pinarello                                   |

## Přehled medailí
| Pořadí | Země                     | Zlato | Stříbro | Bronz | Celkově |
| ------ | ------------------------ | ----- | ------- | ----- | ------- |
| 1.     | Itálie                   | 3     | 1       | 1     | 5       |
| 2.     | Francie                  | 2     | 2       | 0     | 4       |
| 3.     | Austrálie                | 1     | 0       | 1     | 2       |
| 4.     | Československo           | 0     | 2       | 0     | 2       |
| 5.     | Velká Británie           | 0     | 1       | 2     | 3       |
| 6.     | Tým sjednoceného Německa | 0     | 0       | 1     | 1       |
| 6.     | Jihoafrická unie         | 0     | 0       | 1     | 1       |